# Fiat Punto (Typ 199)
| Sterne im Euro-NCAP-Crashtest (2005)      |                  |
| CO2-Emission:                             | 108–149 g/km     |
| Kraftstoffverbrauch kombiniert (EG-Norm): | 4,1–6,0 l/100 km |

Der Fiat Punto ist ein Kleinwagen von Fiat. Die dritte Generation (Typ 199) wurde von 2005 bis 2018 produziert. Sie wurde anfangs als Grande Punto bezeichnet. Als im Oktober 2009 das erste Facelift auf den Markt kam, wurde der Modellname in Punto Evo geändert. Ab Januar 2011 wurde die Baureihe wieder als Punto vermarktet, so wie die Punto-Modelle vor dem Typ 199.

## Modellgeschichte

### Grande Punto (2005–2009)
Im Spätsommer 2005 kam der Grande Punto zunächst als Dreitürer auf den Markt, ab Mitte November 2005 folgte der Fünftürer.
Die dritte Modellgeneration ist etwa 20 cm länger und ca. 2 cm breiter als das Vorgängermodell (daher das „Grande“). Auch bezüglich der Verarbeitungsqualität wurden Fortschritte gemacht. Mit fünf Sternen im Euro-NCAP-Test gehörte der neue Punto zu den sichersten Vertretern seiner Klasse.
Der Grande Punto war im ersten Quartal 2006 das meistverkaufte Auto in Westeuropa, ein Ergebnis, das seit fast zehn Jahren von keinem italienischen Modell mehr erreicht worden war. Der Verkaufserfolg des Grande Punto war wichtig für die finanzielle Entwicklung des Fiat-Konzerns.
Ausstattungsvarianten in Deutschland
In Deutschland wurden sieben Ausstattungslinien angeboten: Go, Active, Dynamic, Linea Sportiva Speed, Linea Sportive Racing, Linea Sportiva Sport und Emotion:
- Active: elektrische Fensterheber vorne, Fahrer- und Beifahrerairbags
- Dynamic: zusätzlich zu der „Active“-Ausstattung: Seitenairbags vorne, asymmetrisch umklappbare Rücksitzbank, höhenverstellbarer Fahrersitz, Funkfernbedienung für die Zentralverriegelung, Klimaanlage manuell
- Emotion: zusätzlich zu der „Dynamic“-Ausstattung: Kopfairbags vorn und hinten, ESP mit Bremsassistent und Berganfahrtshilfe „hill holder“, Nebelscheinwerfer, Zwei-Zonen-Klimaautomatik, Blaupunkt-RDS-Autoradio mit CD-Player und sechs Lautsprechern, Radiobedienelemente am Lenkrad
- Sport: zusätzlich zu der „Emotion“-Ausstattung (ohne Zwei-Zonen-Klimaanlage): ESP mit Bremsassistent und Berganfahrhilfe, Heckspoiler und Seitenschweller, vier Sitze (fünf Sitzplätze beim Fünftürer) in sportivem Design, Sportfahrwerk, Autoradio mit CD- und MP3-Player sowie sechs Lautsprecher

In Österreich war außerdem die Ausstattungslinie Gran Luce erhältlich, die mit einem Panoramaglasdach und einer Klimaautomatik aufwartete, sowie die sportlich ausgerichtete Linea Sportiva mit unter anderem Sportfahrwerk und Leichtmetallrädern.
Gegen Aufpreis waren weitere Extras erhältlich, wie beispielsweise die zusammen mit Microsoft entwickelte „Blue + Me“-Funkfreisprechanlage, das Komfortpaket mit Mittelarmlehne und elektrischer Lordosenstütze, das zusammen mit einem amerikanischen Unternehmen entwickelte Interscope-HiFi-System, getönte Scheiben, Zweizonen-Klimaautomatik und vieles mehr. Für alle Dieselmotoren ist gegen einen Aufpreis ein Partikelfilter lieferbar.
Der Opel Corsa D und der Grande Punto teilen sich die Punto3-ZFA199-Plattform, die GM gemeinsam mit Fiat entwickelt hatte. Daher sind etwa 30 % der Teile und technischen Komponenten gleich.
Im Mai 2008 erweiterte der Abarth Grande Punto mit einem 1,4-l-T-Jet-Motor (mit Turbolader) mit 114 kW (155 PS) bzw. 132 kW (179 PS) als Supersport die Modellpalette. Für den Abarth Grande Punto 114 kW (155 PS) ist zusätzlich das Performance Kit „esseesse“ erhältlich, das die Motorleistung auf 132 kW (179 PS) steigert. Diese Abarth-Modelle sollen mit besonders sportlichem Aussehen und anderen Ausstattungen vor allem dem VW Polo GTI und Polo GTI Cup Edition Konkurrenz machen.
Fiat startete mit dem Grande Punto S2000 Abarth auch werksseitig in der Intercontinental Rally Challenge, die 2006 mit dem Fahrer Giandomenico Basso gewonnen wurde.

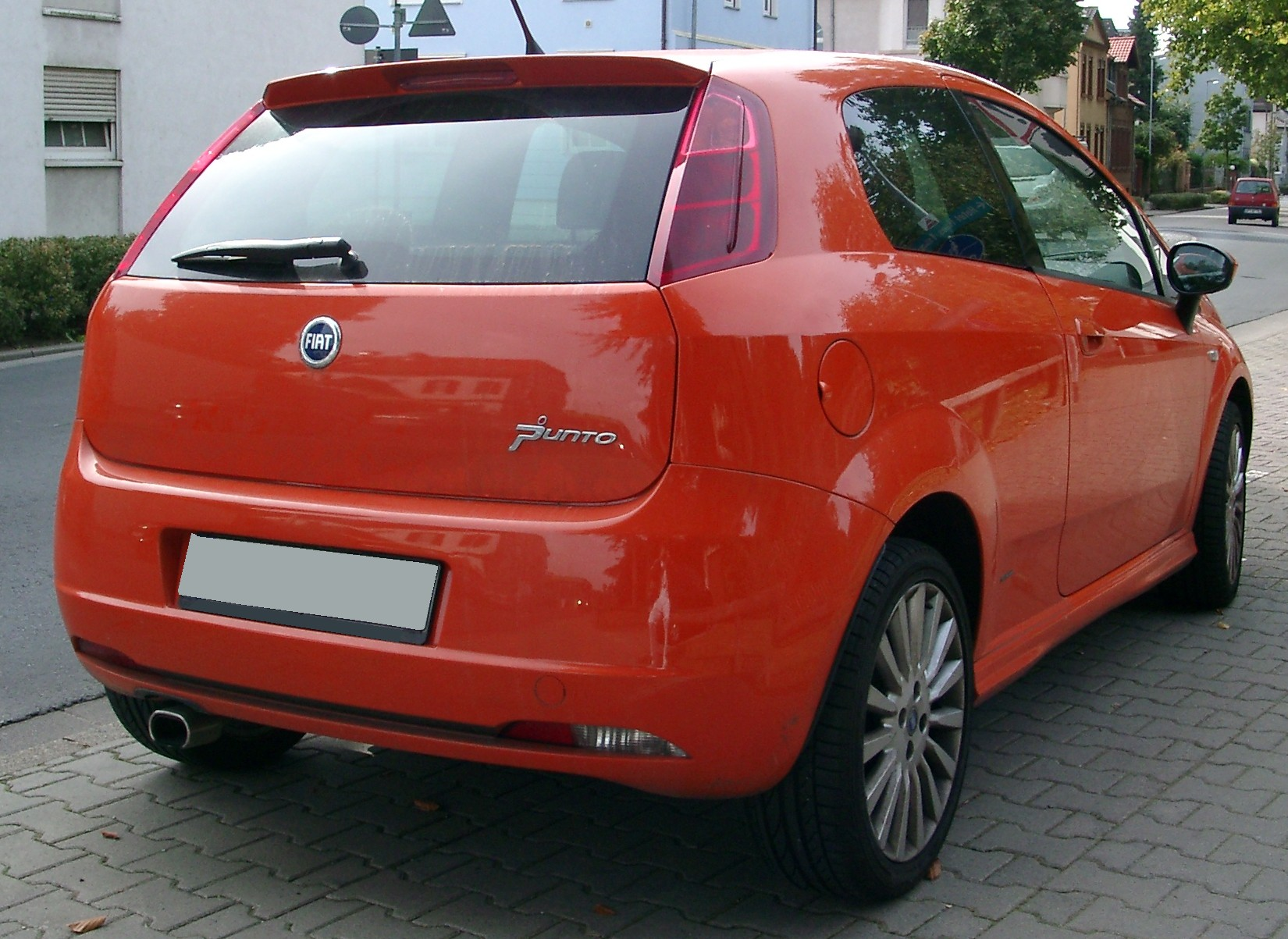
Heckansicht
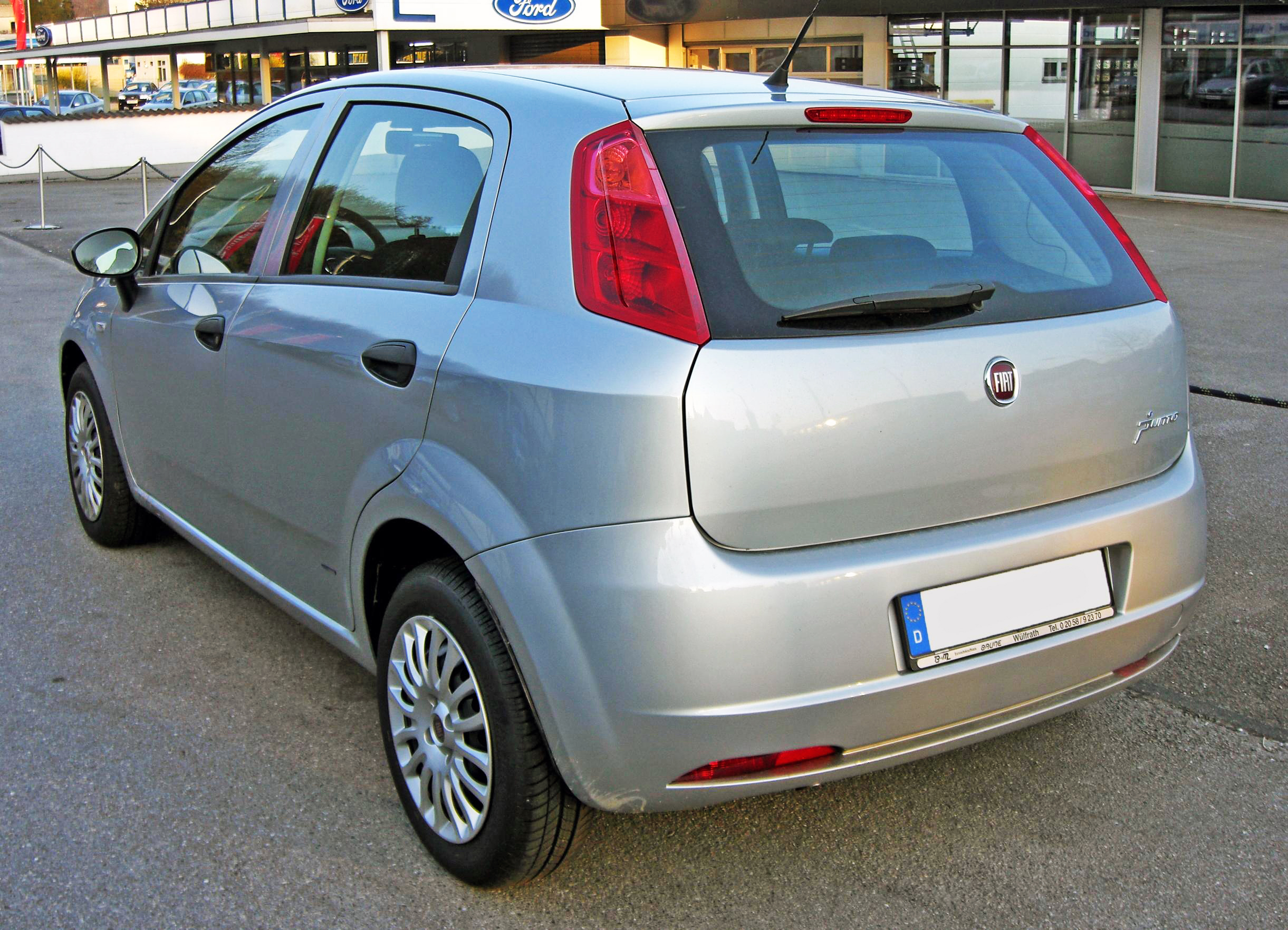
Fiat Grande Punto Fünftürer (2006–2009)
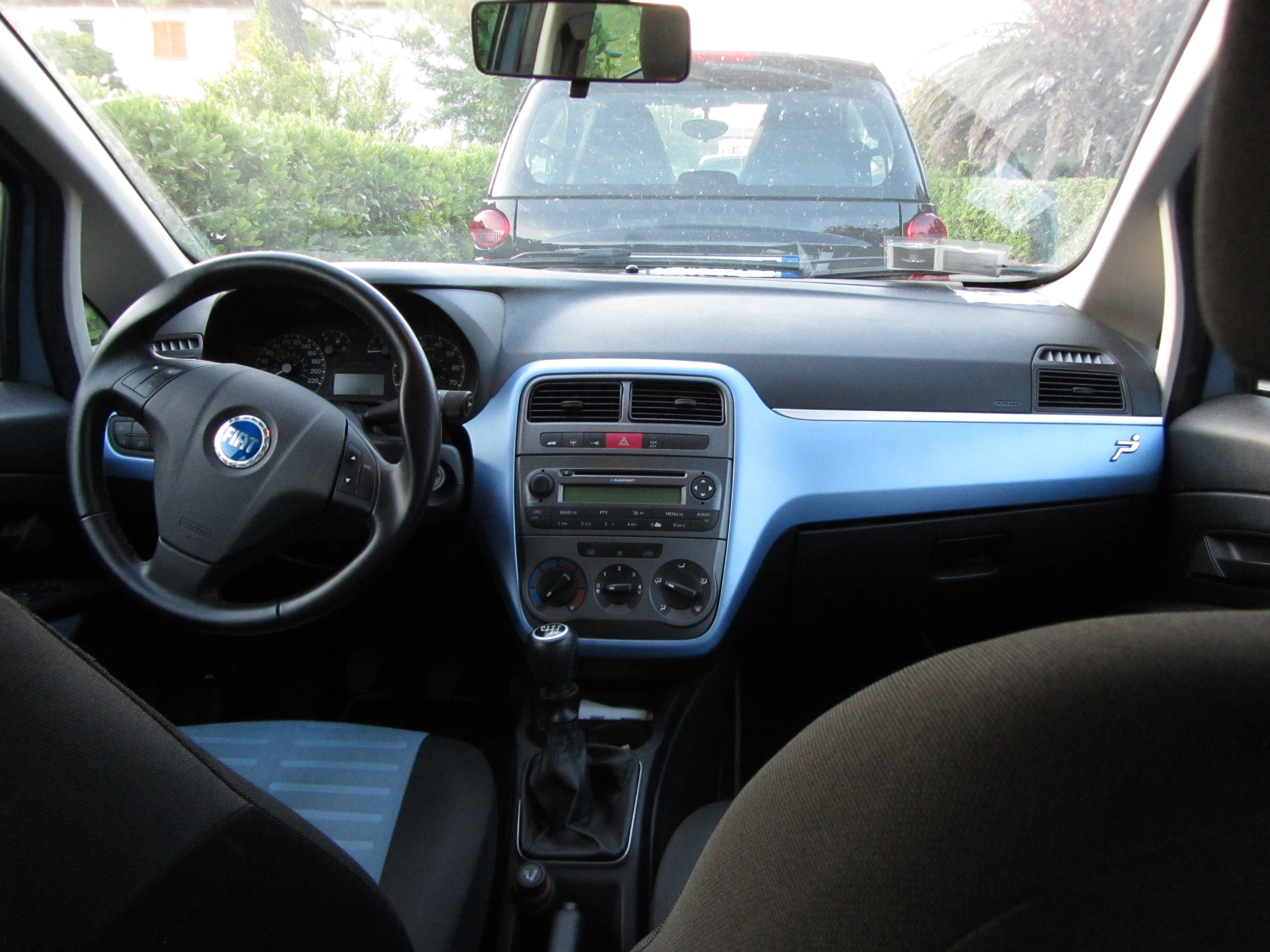
Innenraum
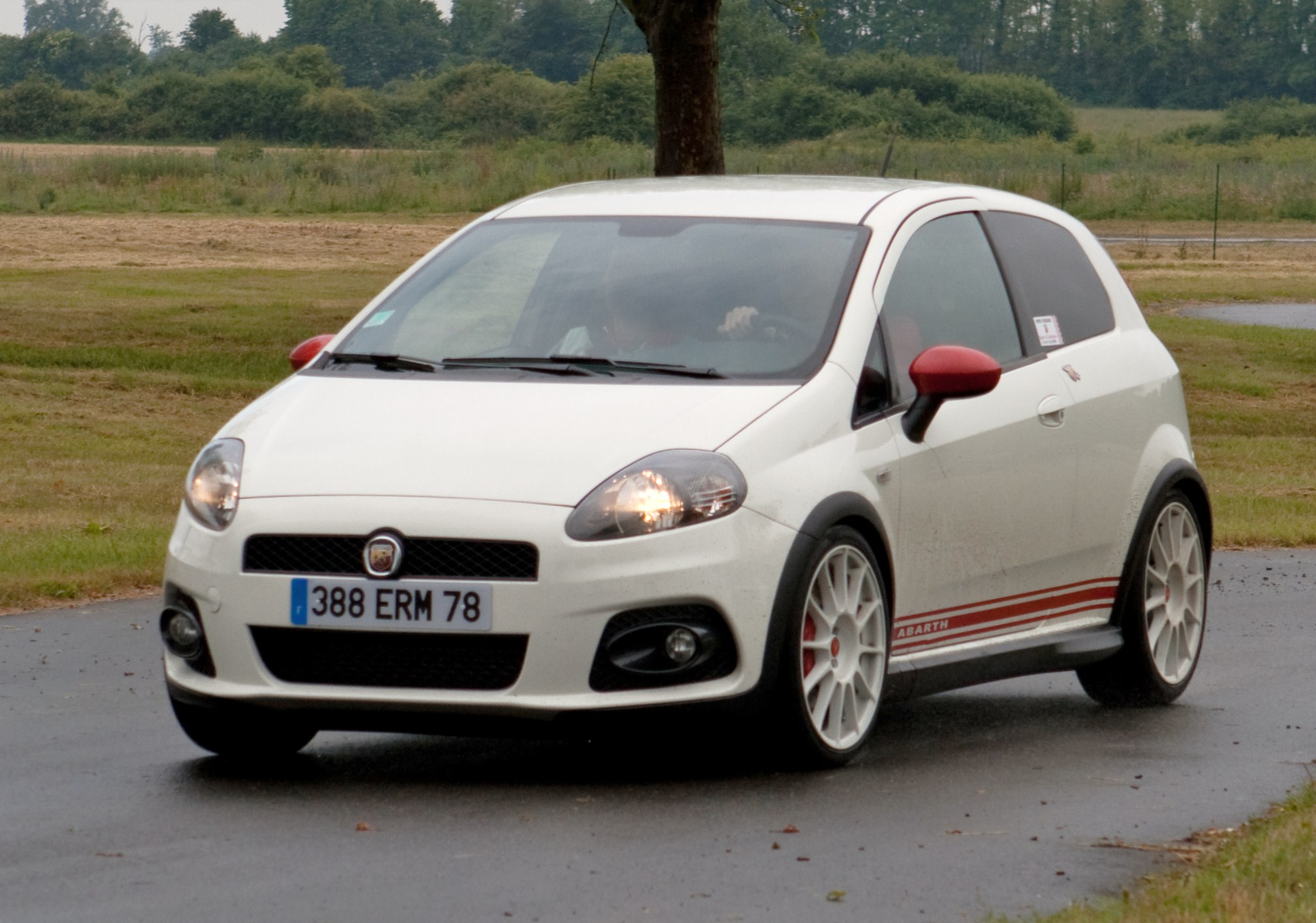
Fiat Grande Punto Abarth (2008–2010)

### Punto Evo (2009–2011)
Ab dem 24. Oktober 2009 wurde der Punto Evo sowohl als Drei- als auch als Fünftürer verkauft. Die neue Version hatte neben äußerlichen Veränderungen unter anderem neue sogenannte MultiAir-Motoren, die ab Januar 2010 bestellt werden konnten. Mitte 2010 folgte noch die Abarth-Variante mit nun 120 kW (163 PS). Seit Anfang Januar 2011 heißt das Fahrzeug wieder schlicht Punto.
Antrieb und Ausstattung wiesen gegenüber dem Vorgänger Grande Punto einige Veränderungen auf. Dazu gehörten neben der „MultiAir“-Motorentechnologie auch die Sicherheitsausstattung mit serienmäßig nun sieben Airbags inklusive Knie-Airbag sowie das elektronische Stabilitätsprogramm ESP mit Berganfahrhilfe.
Sicherheit

Mit fünf Sternen im Euro-NCAP-Crashtest gehörte er zu den sichersten Vertretern seiner Klasse. Sechs Airbags waren serienmäßig ab Version Dynamic, nämlich Fahrer- und Beifahrerairbag, zwei Kopfairbags sowie zwei Seitenairbags vorne, optional ist der Knie-Airbag für den Fahrer. Außerdem war der Punto Evo mit einem Antiblockiersystem mit elektronischer Bremskraftverteilung (EBD), elektronischem Stabilitätsprogramm (ESP) mit Antriebsschlupfregelung (ASR) sowie Berganfahrhilfe ausgestattet.
Umweltschutz

Beim Fiat Punto Evo mit den MultiAir-Motoren (Ottomotoren) waren CO2-Ausstoß und Schadstoffemissionen gegenüber den herkömmlichen Motoren reduziert. Diese erfüllten die Euro-5-Abgasnorm.
Start-Stopp-Automatik

Alle Turbodiesel-Triebwerke sowie Euro-5-Ottomotoren waren serienmäßig mit einer Start-Stopp-Automatik ausgestattet. Dieses System schaltet den Motor beim Einlegen des Leerlaufs und Loslassen der Kupplung automatisch aus, und wieder an, wenn das Kupplungspedal getreten und eingekuppelt wird.
Eco:DriveTM

Das Anwendungsprogramm eco:DriveTM liefert in Echtzeit Informationen zum Fahrstil und macht Vorschläge, wie man in der aktuellen Fahrsituation umweltfreundlicher fahren und gleichzeitig den Kraftstoffverbrauch durch optimiertes Schalten, Beschleunigen und Abbremsen optimieren kann – eine energiesparende Fahrweise. Dieses System gab es bereits im Vorgängermodell.
Karosseriedesign

Die Designer des Centro Stile Fiat überarbeiteten die Kunststoffteile der Karosserie. Unterschiede im Vergleich zum Fiat Grande Punto waren die auffallend herausgearbeitete Fahrzeugfront, die von charakteristischen Scheinwerfern mit integriertem Tagfahrlicht bestimmt wurde, und das markante Design des Hecks. Der überarbeitete Stoßfänger bietet zusätzliche Sicherheit im Verkehr. Zierleisten an der Seite betonten laut Fiat die dynamische Linienführung. Die Heckleuchten wurden L-förmig.
Innenausstattung

Wie die Karosserie wurde auch der Innenraum des Fiat Punto Evo völlig neu gestaltet. Die Mittelkonsole wurde in zwei Bereiche aufgeteilt: Oben sitzen das Modul für die Audioanlage mit einer Flüssigkristallanzeige in der Mitte, die Belüftungsdüsen und ein Staufach. Am unteren Teil sind die Bedienungseinrichtungen der Belüftungs- und Klimaanlage. Optional war auch das neu entwickelte Blue&Me TomTom erhältlich, das Satellitennavigation, Freisprechanlage und Entertainmentfunktionen in einem Gerät vereint. Neu war die erstmals in einem Fahrzeug der Marke Fiat eingesetzte Ambiente-Beleuchtung, wobei die Mittelkonsole mit indirektem Licht beleuchtet wird.

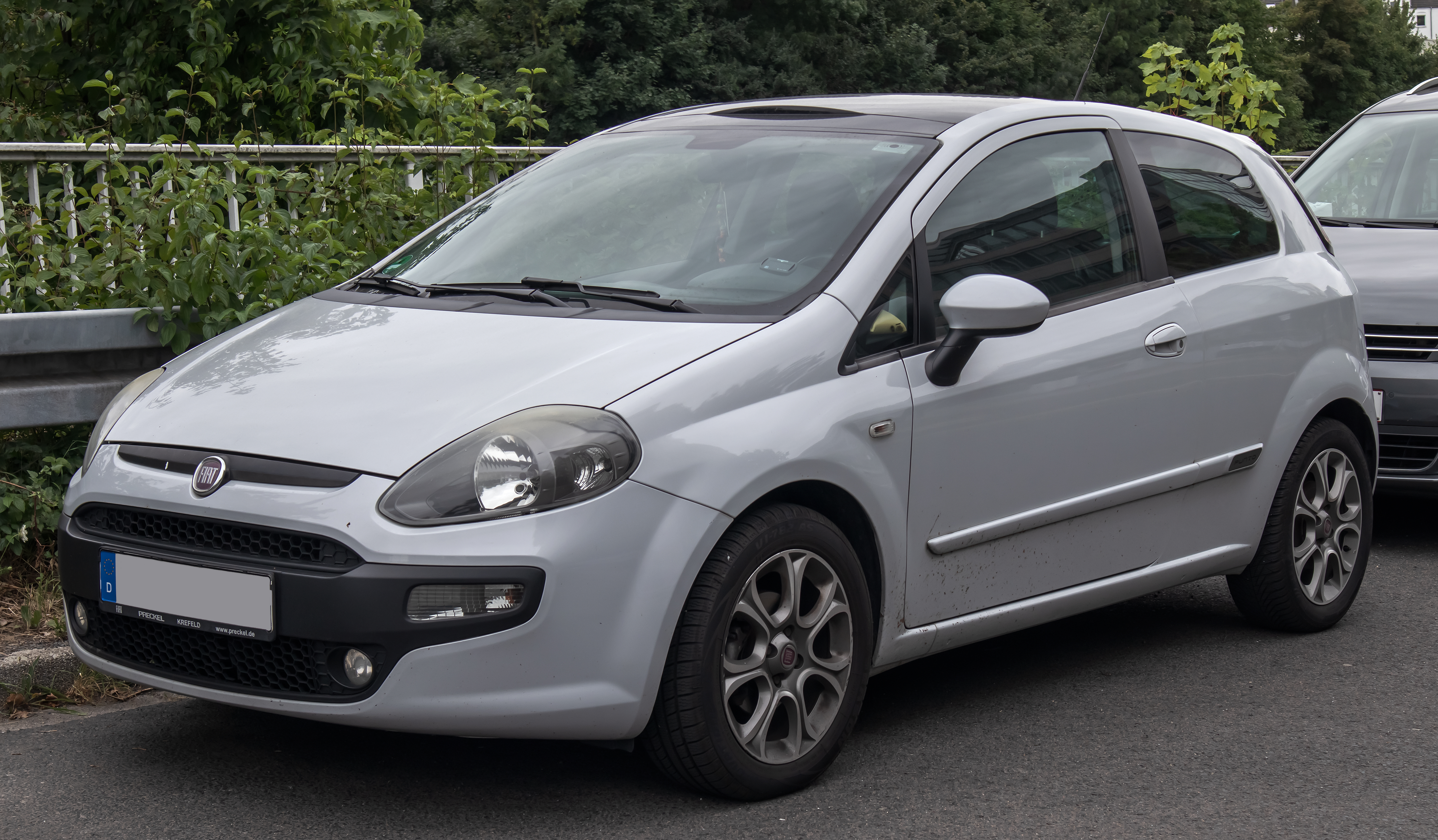
Fiat Punto Evo Dreitürer (2009–2011)
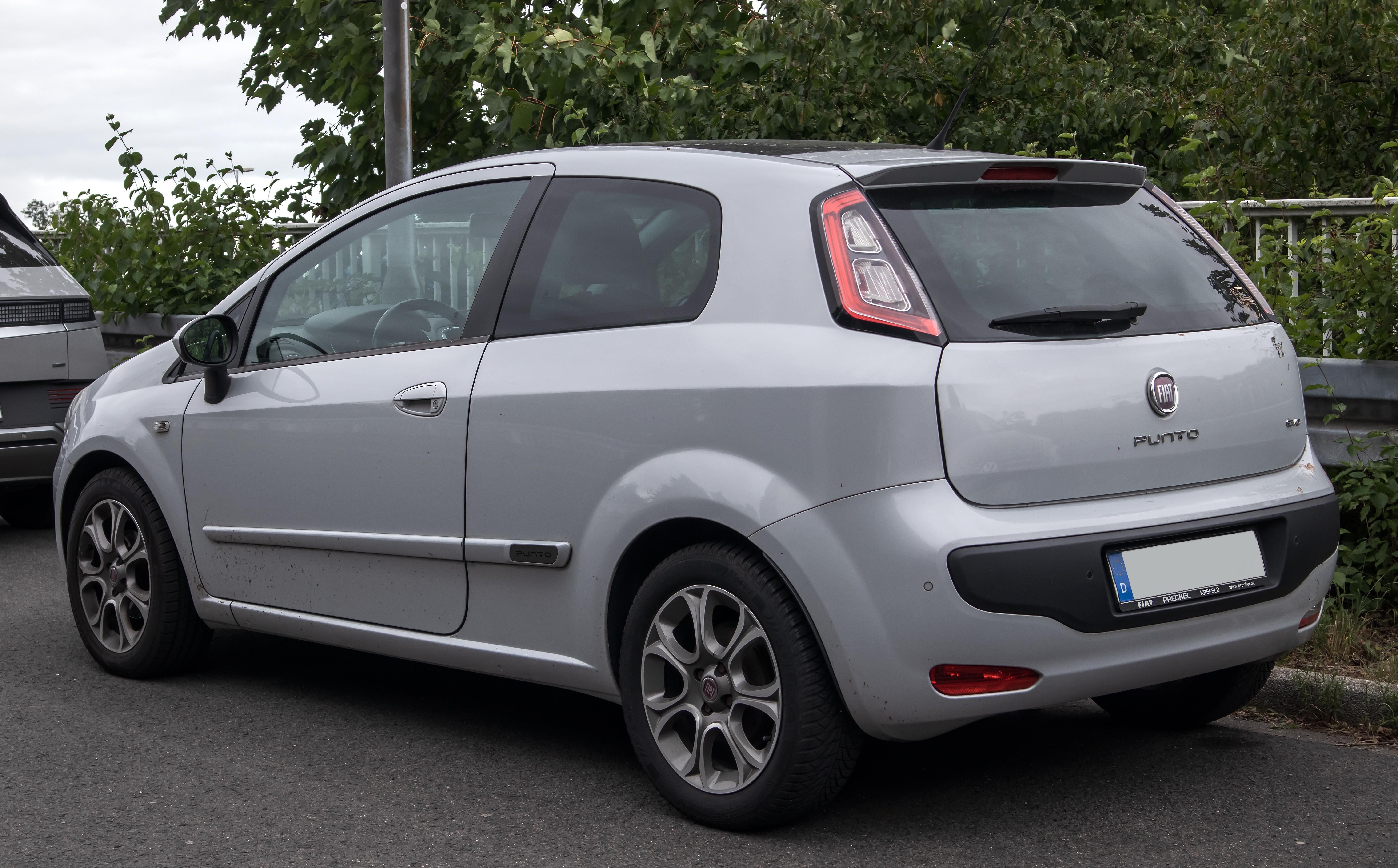
Heckansicht
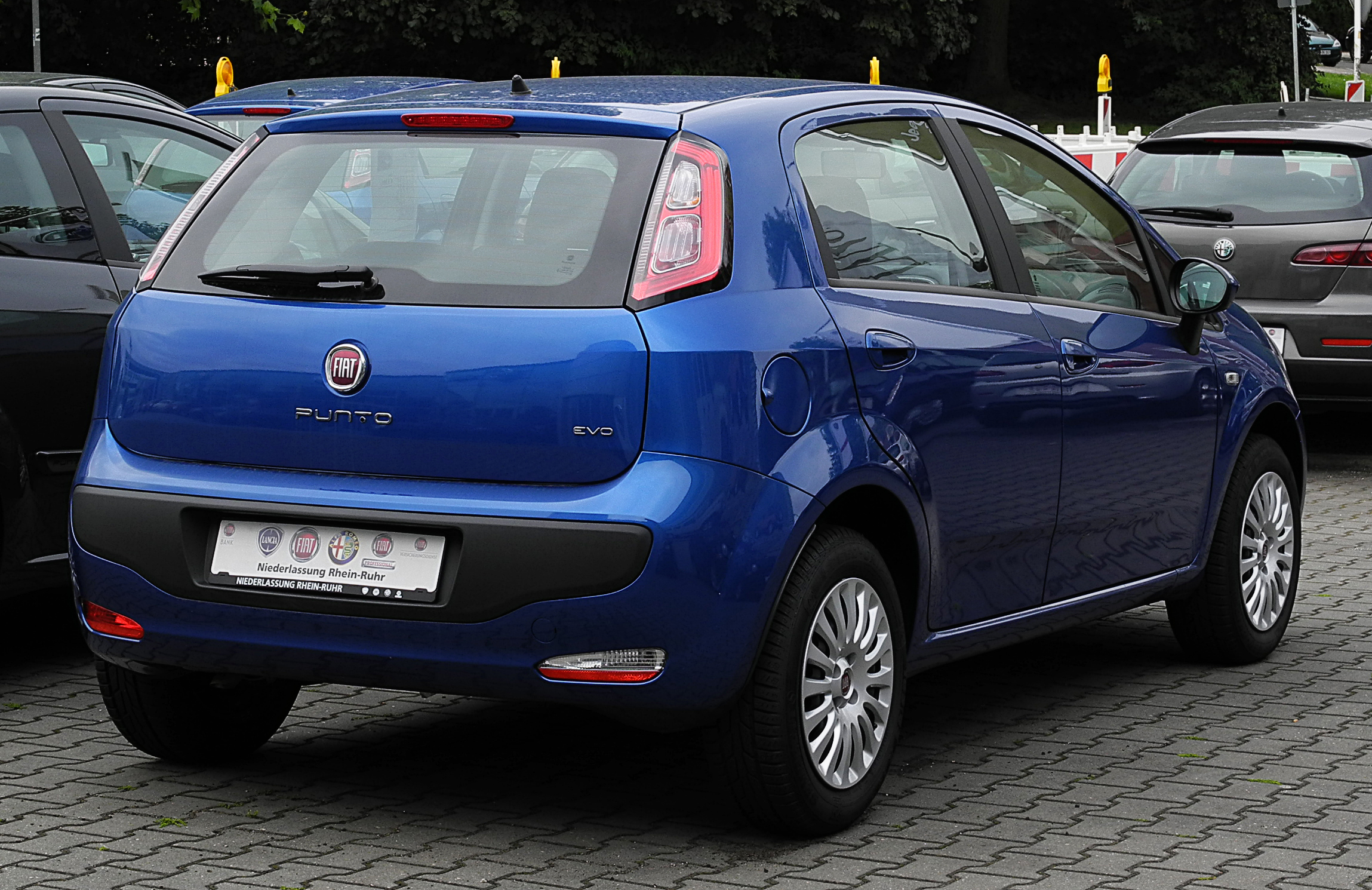
Fiat Punto Evo Fünftürer (2009–2011)
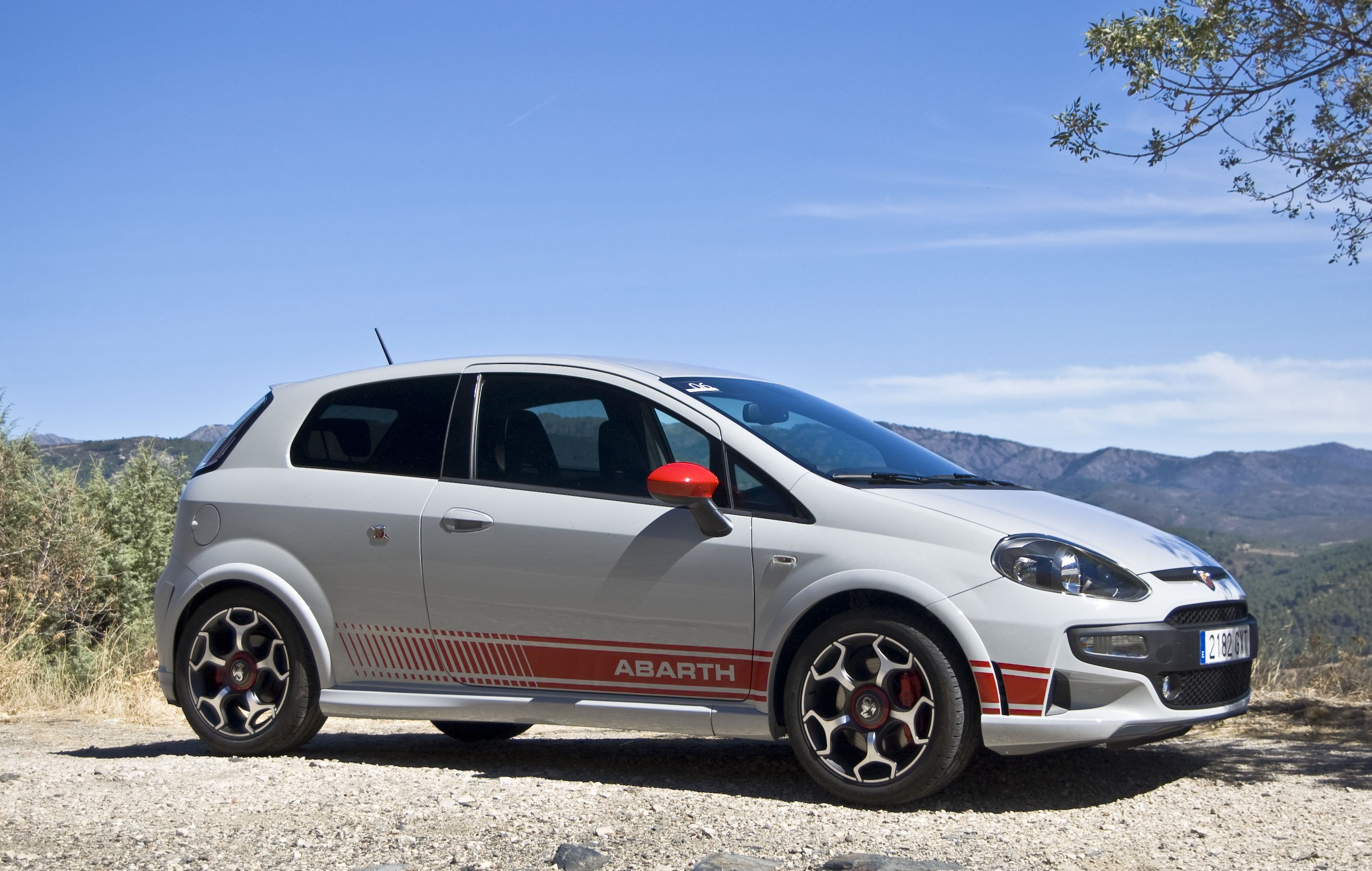
Fiat Punto Evo Abarth (2010–2013)

Der Punto Evo wurde in Deutschland in vier Ausstattungsvarianten angeboten:
- Active: vier Airbags, Antiblockiersystem für die Bremsen (ABS), elektronische Bremskraftverteilung (EBD), elektronisches Fahrstabilitätsprogramm (ESP) mit Antriebsschlupfregelung (ASR) und Anfahrhilfe am Berg (Hill Holder), elektrisch unterstützte Servolenkung Dualdrive, Wärmeschutzverglasung, höhen- und axialverstellbares Lenkrad, höhenverstellbarer Fahrersitz, elektrisch verstellbare Außenspiegel, elektrische Fensterheber vorne, Zentralverriegelung sowie Tagfahrlicht
- Dynamic (zusätzlich zur Ausstattung Active): sechs Airbags, manuell zu steuernde Klimaanlage, im Verhältnis 60:40 umklappbare Rücksitzbank, RDS-Autoradio mit CD- und MP3-Player, Funkfernbedienung für die Zentralverriegelung sowie in Wagenfarbe lackierte Außenspiegel und Türgriffe
- Racing (zusätzlich zur Ausstattung Dynamic): Nebelscheinwerfer mit integrierter Abbiegelicht-Funktion, Lederlenkrad, Infotainmentsystem Blue&Me, beheizbare Außenspiegel, 16"-Leichtmetallräder, getönte Scheiben hinten, verchromte Einstiegsleisten und abgedunkelte Scheinwerfergläser
- Sport (zusätzlich zur Ausstattung Racing): Ambiente-Beleuchtung des Innenraums, 17"-Leichtmetallräder, Abrisskante am Dach und Seitenschweller in Wagenfarbe und verchromte Außenspiegelgehäuse[5]

Die Preise wurden gegenüber der Vorgängerversion erhöht, da verschiedene Ausstattungsmerkmale aufgrund der prinzipiellen Ausrüstung mit dem ESP weggefallen sind und nun aufpreispflichtig waren. Die Preise für Sonderausstattungen wurden ebenfalls angehoben, so sind beispielsweise die Aufpreise für Sonderfarben gestiegen.

### Punto (2012–2018)
Anfang Januar 2012 wurde eine Modellpflege durchgeführt. Dabei entfiel die Chromleiste an der Front wie auch die Kunststoff-Einsätze im vorderen und hinteren Stoßfänger. Außer einem neuen 62 kW (84 PS) leistenden Turbo-Ottomotor wird ein gleich starker Dieselmotor angeboten, dessen Verbrauch mit 3,5 l auf 100 km angegeben wird.
Ab der Überarbeitung gab es nur noch drei Ausstattungen: Pop, Easy und Sport. Jede Ausstattungsvariante kostet 1000 Euro Aufpreis.

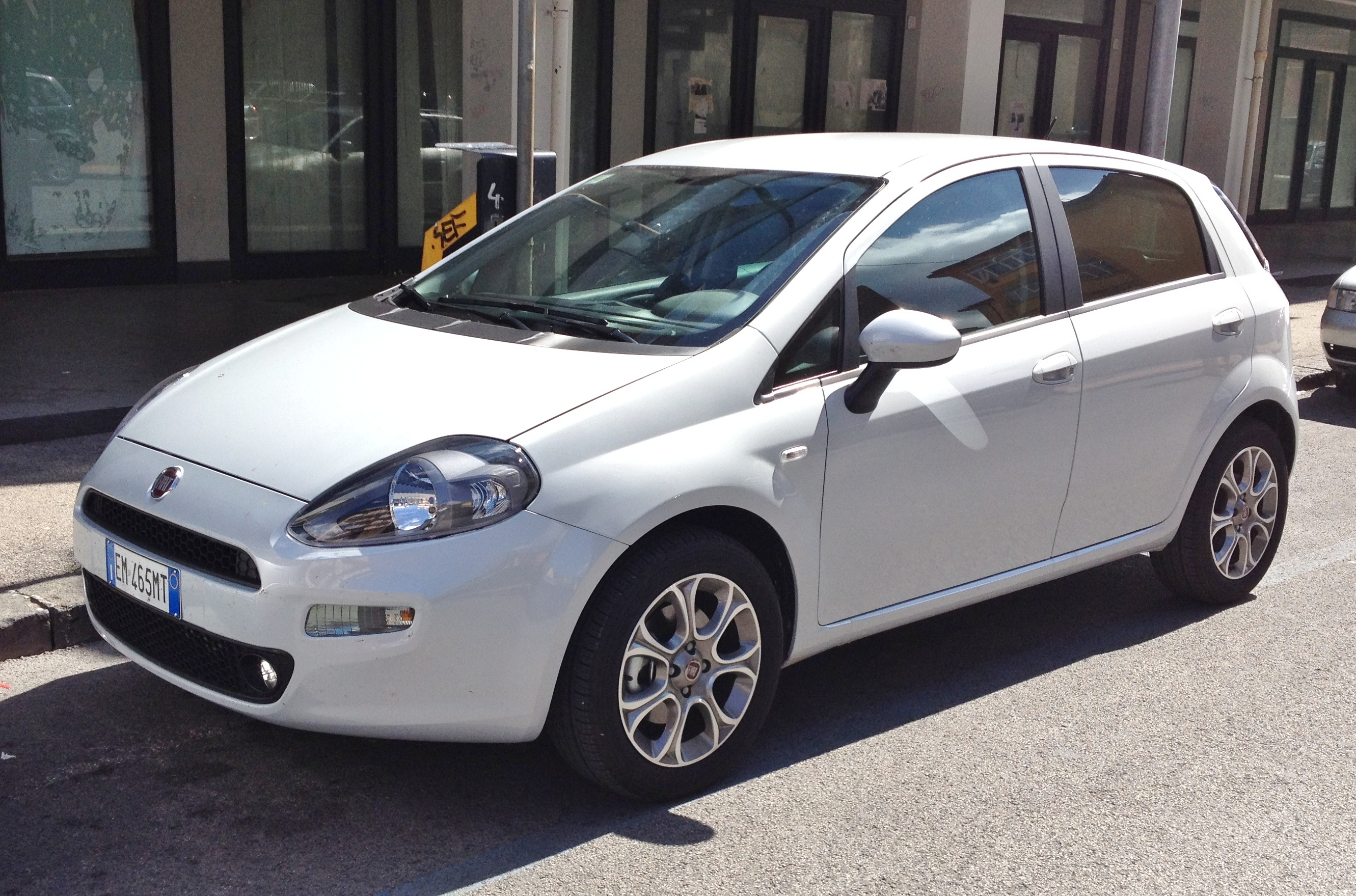
Fiat Punto Fünftürer (2012–2018)
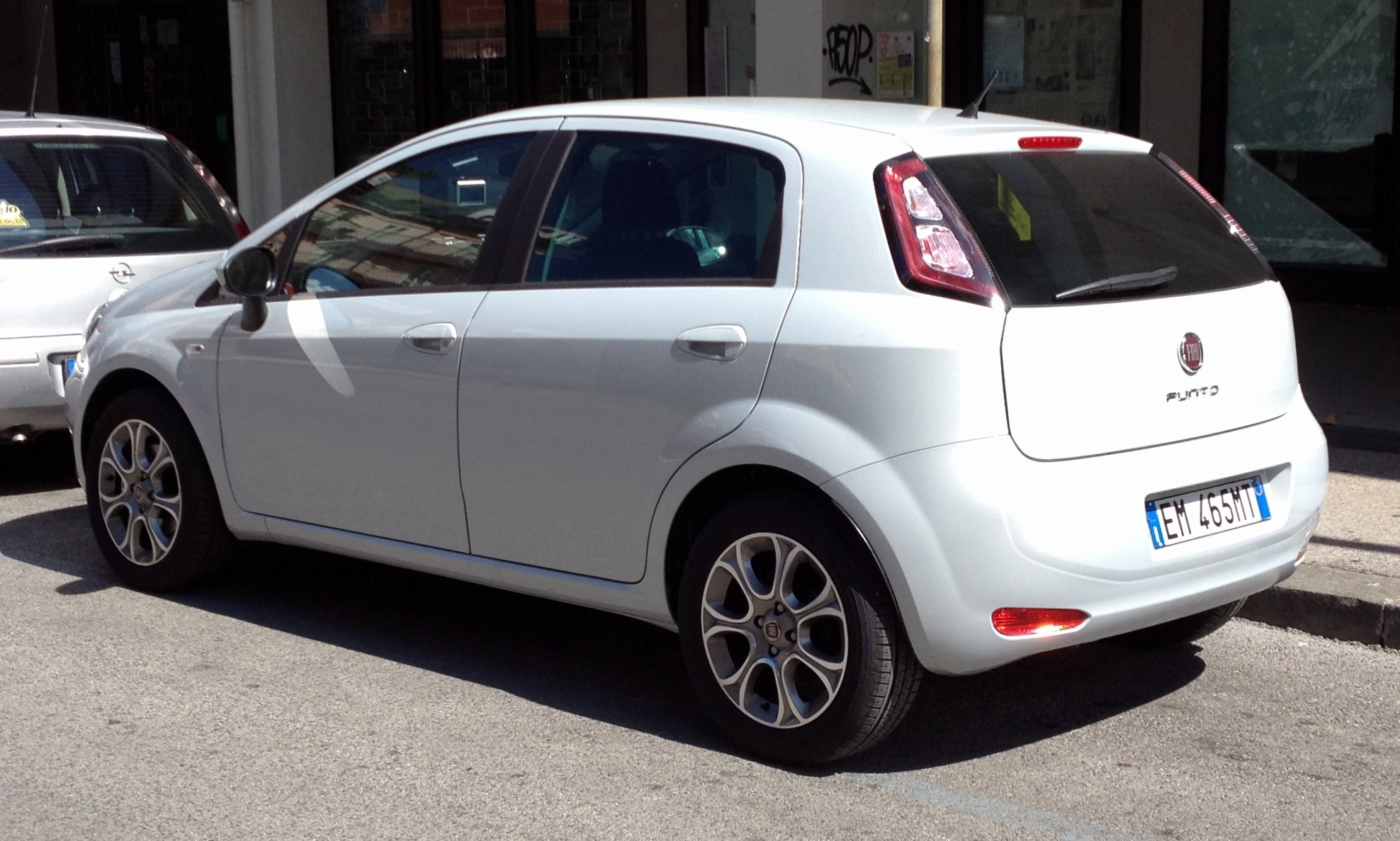
Heckansicht

Motoren, Ausstattung und Sicherheit
Im Juni 2015 wurden die Benzin- und Erdgasmotoren offiziell auf Euro 6 umgestellt. In diesem Zuge entfiel auch zunächst der letzte Dieselmotor. Für das Fahrzeug waren nur noch zwei Ausstattungsvarianten verfügbar: Mystyle und Lounge. Der Punto Mystyle war die neue Basisvariante und wurde nur mit dem 1,2-l-Motor mit acht Ventilen angeboten. Im August 2016 kam der 70 kW (95 PS) starke 1,3-Liter-Dieselmotor mit Euro 6 wieder in den Handel.
Bereits im Frühjahr 2014 wurde berichtet, dass Fiat im Jahr 2015 die Produktion des Punto einstellen wolle, dies war allerdings erst im August 2018 der Fall. Ab Sommer 2017 war nur noch eine Ausstattungsvariante mit fünf Türen erhältlich (in Deutschland als Serie 8, in Österreich als Nuova Collezione bezeichnet), die mit verschieden kombinierbaren Paketen aufgewertet werden konnte. Zuletzt angebotene Motoren waren der 1,2-l-Ottomotor, bei dem die zuvor angebotene Start-Stopp-Automatik entfiel als Basismotor, ein 1,4-l-Ottomotor mit 57 kW (77 PS) und 8 Ventilen, ein zweizylindriger 0,9-l-Ottomotor mit 8 Ventilen und MultiAir-Ventilsteuerung mit 77 kW (105 PS) und der wiedereingeführte 1,3-Liter-Dieselmotor. Alle drei waren mit einer Start-Stopp-Automatik ausgerüstet. Außerdem war eine Version des 1,4-l-Ottomotors mit 57 kW (77 PS) für den Betrieb mit Erdgas erhältlich („Natural Power“).
Im Dezember 2017 wurde der Punto einem erneuten Euro-NCAP-Test unterzogen, wobei er in der Gesamtwertung mit null Sternen bewertet wurde, obwohl die passive Crash-Sicherheit deutlich höher eingestuft wurde. Als Begründung dafür wurde das Fehlen von elektronischen Fahrassistenzsystemen genannt, wie zum Beispiel Abstandsradar, Müdigkeitswarner oder Spurhalteassistent. Der Grande Punto, der mit den späteren Modellen Punto Evo und dem Punto praktisch baugleich ist, hatte seinerzeit im Euro-NCAP-Test noch fünf von fünf möglichen Sternen erzielt.

## Technische Daten
| Ottomotoren             |          |          |                               |                                           |                           |                     |                                 |                                                                 |
| Modell                  | Hubraum  | Zylinder | Leistung bei 1/min            | Drehmoment                                | 0–100 km/h                | Vmax                | Bauzeit                         | Bemerkung                                                       |
| 0.9 8V Twinair          | 875 cm³  | 2        | 62 kW (84 PS) bei 5500        | 145 Nm bei 2000/min                       | 12,7 s                    | 172 km/h            | 01.2012–10.2013                 | Zweizylinder mit Turbo                                          |
| 0.9 8V Twinair          | 875 cm³  | 2        | 77 kW (105 PS) bei 5500       | 145 Nm bei 2000/min                       | 11,2 s                    | 182 km/h            | 11.2013–08.2018                 | Zweizylinder mit Turbo                                          |
| 1.2 8V                  | 1242 cm³ | 4        | 48 kW (65 PS) bei 5500        | 102 Nm bei 3000/min                       | 14,5 s                    | 155 km/h            | 09.2005–11.2010                 |                                                                 |
| 1.2 8V                  | 1242 cm³ | 4        | 51 kW (69 PS) bei 5500        | 102 Nm bei 3000/min                       | 14,5 s                    | 155 km/h            | 11.2010–08.2018                 |                                                                 |
| 1.4 8V                  | 1368 cm³ | 4        | 57 kW (77 PS) bei 6000        | 115 Nm bei 3250/min                       | 13,2 s                    | 165 km/h            | 09.2005–08.2018                 | für einige Exportländer 55 kW (75 PS)                           |
| 1.4 16V                 | 1368 cm³ | 4        | 70 kW (95 PS) bei 6000        | 125 Nm bei 4500/min                       | 11,4 s                    | 178 km/h            | 03.2006–10.2009                 |                                                                 |
| 1.4 16V MultiAir        | 1368 cm³ | 4        | 77 kW (105 PS) bei 6500       | 130 Nm bei 4000/min                       | 10,8 s                    | 185 km/h            | 01.2010–11.2013                 |                                                                 |
| 1.4 16V MultiAir        | 1368 cm³ | 4        | 99 kW (135 PS) bei 5000       | 206 Nm bei 1750/min                       | 8,5 s                     | 195 km/h            | 01.2010–02.2013                 | mit Turbo                                                       |
| 1.4 16V T-JET           | 1368 cm³ | 4        | 88 kW (120 PS) bei 5000       | 206 Nm bei 1750/min                       | 8,9 s                     | 195 km/h            | 06.2007–10.2009                 | mit Turbo                                                       |
| Abarth 1.4 16V T-JET    | 1368 cm³ | 4        | 114 kW (155 PS) bei 5500      | 230 Nm bei 3000/min                       | 8,2 s                     | 206 km/h            | 10.2008–06.2010                 | mit Turbo                                                       |
| Abarth 1.4 16V T-JET    | 1368 cm³ | 4        | 132 kW (179 PS) bei 5750      | 270 Nm bei 2750/min                       | 7,5 s                     | 215 km/h            | 05.2008–06.2010                 | mit Turbo (nur als Abarth Gra de Punto Supersport und esseesse) |
| Abarth 1.4 16V MultiAir | 1368 cm³ | 4        | 132 kW (179 PS) bei 5750      | 270 Nm bei 2750/min                       | 7,5 s                     | 216 km/h            | 08.2012–05.2014                 | mit Turbo (nur als Abarth Punto Evo Supersport und esseesse)    |
| Abarth 1.4 16V MultiAir | 1368 cm³ | 4        | 120 kW (163 PS) bei 5500      | 250 Nm bei 2250/min                       | 7,9 s                     | 213 km/h            | 06.2010–04.2013                 | mit Turbo                                                       |
| Dieselmotoren           |          |          |                               |                                           |                           |                     |                                 |                                                                 |
| Modell                  | Hubraum  | Zylinder | Leistung bei 1/min            | Drehmoment                                | 0–100 km/h                | Vmax                | Bauzeit                         | Bemerkung                                                       |
| 1.3 JTD 16V             | 1248 cm³ | 4        | 55 kW (75 PS) bei 4000        | 190 Nm bei 1750/min                       | 13,6 s                    | 165 km/h            | 09.2005–10.2009                 | für einige Exportländer 51 kW (69 PS)                           |
| 1.3 Multijet 16V        | 1248 cm³ | 4        | 55 kW (75 PS) bei 4000        | 190 Nm bei 1750/min                       | 13,6 s                    | 165 km/h            | 09.2009–11.2011                 |                                                                 |
| 1.3 Multijet 16V        | 1248 cm³ | 4        | 62 kW (84 PS) bei 3500        | 200 Nm bei 1500/min                       | 13,1 s                    | 172 km/h            | 11.2012–06.2015                 |                                                                 |
| 1.3 Multijet 16V        | 1248 cm³ | 4        | 63 kW (86 PS) bei 4000        | 200 Nm bei 1750/min                       | 13,1 s                    | 172 km/h            | 09.2010–11.2012                 |                                                                 |
| 1.3 Multijet 16V        | 1248 cm³ | 4        | 70 kW (95 PS) bei 4000        | 200 Nm bei 1500/min                       | 11,7 s ab 08/2016: 13,1 s | 178 km/h            | 10.2009–02.2013 08.2016–08.2018 |                                                                 |
| 1.3 JTD 16V             | 1248 cm³ | 4        | 66 kW (90 PS) bei 4000        | 200 Nm bei 1750/min                       | 11,9 s                    | 175 km/h            | 09.2005–10.2009                 | für einige Exportländer 62 kW (84 PS)                           |
| 1.6 JTD Multijet 16V    | 1598 cm³ | 4        | 88 kW (120 PS) bei 3750       | 320 Nm bei 1750/min                       | 9,6 s                     | 190 km/h            | 09.2008–11.2011                 |                                                                 |
| 1.9 JTD 8V              | 1910 cm³ | 4        | 88 kW (120 PS) bei 4000       | 280 Nm bei 2000/min                       | 10,0 s                    | 190 km/h            | 03.2006–08.2008                 | nur als Fünftürer                                               |
| 1.9 JTD 8V              | 1910 cm³ | 4        | 96 kW (131 PS) bei 4000       | 280 Nm bei 2000/min                       | 9,5 s                     | 200 km/h            | 09.2005–08.2008                 |                                                                 |
| Erdgas                  |          |          |                               |                                           |                           |                     |                                 |                                                                 |
| 1.4 8V Natural Power    | 1368 cm³ | 4        | 57 kW (77 PS) (51 kW (69 PS)) | 115 Nm bei 3250/min (104 Nm bei 3000/min) | 14,9 s (16,9 s)           | 162 km/h (156 km/h) | seit 10.2009                    | im Gasbetrieb reduzierte Leistung                               |

Die Motoren sind mit der neu entwickelten MultiAir-Technik ausgestattet, die eine Steigerung der Maxima von Leistung und Drehmoment bei reduziertem Durchschnittsverbrauch möglich machen soll. So bietet zum Beispiel der 1.4-16V-MultiAir-Motor des Fiat Punto Evo 12 Prozent mehr Leistung und ein um rund 15 Prozent gesteigertes maximales Drehmoment. Die Einlassventile werden nunmehr über ein elektronisch gesteuertes hydraulisches System betätigt. Dadurch sind Zeitpunkt, Dauer und Anzahl der Ventilöffnungen variabel, wodurch die Drosselklappe im Ansaugtrakt nicht mehr benötigt wird. Die Drosselverluste, die vor allem bei nicht vollständig geöffneter Drosselklappe die Effizienz des Motors beeinträchtigen, sollen dadurch vermindert werden.